# Prova d'Uhlenhuth
La prova d'Uhlenhuth, prova de Bordet o reacció del sèrum, referida com la prova de precipitina antigen-anticòs per espècies, és una prova immunològica per a identificar la procedència d'un determinat material biològic (sang, esperma, etc) que pot determinar si una mostra de sang és humana o animal. Va representar un avanç important per al desenvolupament de la ciència forense al segle xx.
Fou desenvolupada l'any 1901 pel bacteriòleg Paul Uhlenhuth, arran el descobriment que la sang de diferents espècies tenia una o més proteïnes característiques pròpies que les diferenciava, i fou perfeccionada els anys 1960 per l'ús en criminologia pel químic Maurice Müller. Consisteix a posar en contacte el material problema i un antisèrum específic de conill. Un resultat positiu es manifesta per una precipitació.